# Żochy (Ciechanów)
Pour les articles homonymes, voir Żochy.
Żochy (prononciation : [ˈʐɔxɨ]) est un village polonais de la gmina d'Ojrzeń dans le powiat de Ciechanów de la voïvodie de Mazovie dans le centre-est de la Pologne.
Il se situe à environ 3 kilomètres à l'est d'Ojrzeń (siège de la gmina), 12 km au sud de Ciechanów (siège du powiat) et à 68 km au nord-ouest de Varsovie (capitale de la Pologne).

## Histoire
De 1975 à 1998, le village appartenait administrativement à la voïvodie de Ciechanów.